# Katharina Saurwein
Katharina Saurwein (* 11. listopadu 1987 Innsbruck) je rakouská reprezentantka ve sportovním lezení, vítězka Rock Masteru, juniorská mistryně světa v boulderingu a vítězka Evropského poháru juniorů v lezení na obtížnost.

## Biografie
Několik medailí na mezinárodních juniorských závodech ve sportovním lezení získala také její mladší sestra Franziska Saurwein.

## Výkony a ocenění
- nominace na prestižní závody Rock Master v italském Arcu

### Bouldering
- Nuthin but Sunshine, 8B, třetí ženský přelez

### Závodní výsledky
| Arco Rock Master | Arco Rock Master | Arco Rock Master |
| Rok              | 2008             | 2016             |
| ---------------- | ---------------- | ---------------- |
| Bouldering       | 1                | 1                |

| Mistrovství světa | Mistrovství světa |
| Rok               | 2016              |
| ----------------- | ----------------- |
| Bouldering        | 10-11             |

| Světový pohár (nalevo jsou poslední závody v roce) | Světový pohár (nalevo jsou poslední závody v roce) | Světový pohár (nalevo jsou poslední závody v roce) |
| Rok                                                | 2003                                               | 2016                                               |
| -------------------------------------------------- | -------------------------------------------------- | -------------------------------------------------- |
| Obtížnost                                          | x                                                  | —                                                  |
| jednotlivě                                         | 13-16,6                                            | —                                                  |
|                                                    |                                                    |                                                    |
| Bouldering                                         | —                                                  | 14                                                 |
| jednotlivě                                         | —                                                  | 12,20,16,6,18,15,16                                |
|                                                    |                                                    |                                                    |
| Kombinace                                          | —                                                  | —                                                  |

| Mistrovství Evropy | Mistrovství Evropy | Mistrovství Evropy |
| Rok                | 2004               | 2015               |
| ------------------ | ------------------ | ------------------ |
| Obtížnost          | 3                  | —                  |
| Bouldering         | —                  | 3                  |

| Mistrovství světa juniorů | Mistrovství světa juniorů | Mistrovství světa juniorů |
| Rok                       | 2001 kat. B               | 2006 juniorky             |
| ------------------------- | ------------------------- | ------------------------- |
| Obtížnost                 | 3                         | —                         |
| Bouldering                | —                         | 1                         |

| Evropský pohár juniorů | Evropský pohár juniorů | Evropský pohár juniorů | Evropský pohár juniorů | Evropský pohár juniorů | Evropský pohár juniorů |
| Rok                    | 2001 kat. B            | 2002 kat. B            | 2003 kat. A            | 2004 kat. A            | 2006 juniorky          |
| ---------------------- | ---------------------- | ---------------------- | ---------------------- | ---------------------- | ---------------------- |
| Obtížnost              | 3                      | 1                      | 2                      | 1                      | 1                      |